# Pintura do Renascimento

O Nascimento de Vénus, Sandro Botticelli, c. 1485, Têmpera sobre tela, 172.5 x 278.5 cm, Uffizi, Florença.

A definição de Pintura renascentista surge na Itália durante o século XV e funda um espírito forjado de ideais novas e forças criadoras. Desenvolve-se nas cidades italianas de Roma, Nápoles, Mântua, Ferrara, Urbino e, sobretudo, em Florença e Veneza (principais centros que possuíam, entre os séculos XV e XVI, condições económicas, políticas, sociais e culturais propícias ao desenvolvimento das artes como a pintura), com inspiração no Humanismo.
Não se pode dizer, no entanto, que seja um estilo na verdadeira acepção do termo, mas antes uma arte variada definida pelas individualidades que lhe transmitiram características estilísticas, técnicas e estéticas distintas.
As raízes baseiam-se na Antiguidade Clássica (tomadas a partir da cultura e mitologia grega e romana, e dos vestígios quer arquitectónicos quer escultóricos existentes na península itálica) e na Idade Média (captadas em sentido evolutivo e sobretudo da obra de Giotto que teve na sua arte do século XIII, o pronúncio dos princípios orientadores da pintura do Renascimento).

## Princípios orientadores
Esses princípios orientadores são:
- a conquista de um espaço cénico, agora suportado por princípios matemáticos e pela perspectiva linear científica;
- o desenho passa a ser tratado como uma representação naturalista ou idealizada dos elementos do Universo.

## Elementos

La Piccola Madonna, Rafael

### Técnicas
Nos elementos técnicos pode-se incluir:
- perspectiva rigorosa e científica, que permite um tratamento geométrico do espaço e da luz;
- pintura a óleo, que apareceu na Itália em meados do século XV, devido às trocas comerciais a partir de Veneza com o Flandres. Substituiu-se, gradualmente, as técnicas da têmpera e do fresco para a pintura a óleo que ao possuir maior tempo de secagem, permitiu a elaboração de modelados e velaturas;
- a utilização de novos pigmentos aglutinantes (como o óleo) que possibilitava novas associações e graduações da cor;
- novos suportes como a tela e o cavalete que facilitaram a difusão das correntes estéticas uma vez que permitiram uma circulação mais fácil das obras.
- Técnica do sfumato, técnica da graduação de cor e da transição suave da sombra para a luz.
- Geometria, usada como uma técnica de simetria para indiretamente apontar o elemento principal superior e o foco.

### Elementos formais
Nos elementos formais inclui-se:
- inclusão nas obras de cenários arquitectónicos;
- grande naturalidade e realismo anatómicos.

## Etapas

Laocoonte, El Greco

### Primeira Renascença
A pintura renascentista teve origem na Itália em meados do século XIII, mais especificamente em Florença, com forte realismo escultórico e uso da perspectiva. Os escultores Nicola Pisano e seu filho Giovanni Pisano já expressavam, no final do Período Gótico, tendências clássicas em seus trabalhos, provavelmente influenciados por seu interesse em sarcófagos romanos antigos. Tendo a Antiguidade como modelo e sob influência dos irmãos Pisano, Giotto criou obras mais naturalistas e tridimensionais do que quaisquer outras realizadas anteriormente, incluindo as de seu mestre Cimabue. Tendo Giotto como guia, os artistas mais importantes da região foram Masaccio, Masolino da Panicale, Domenico Veneziano, Paolo Uccello, Fra Angelico, Filippo Lippi, Sandro Botticelli, Piero di Cosimo, Piero della Francesca e Andrea Mantegna, Donatello. 
Diferente da tradição florentina, em Veneza as obras enfatizavam a cor e as nuances de luz, exibindo um lirismo suave. Giovanni Bellini, seu pai, Jacopo Bellini e seu irmão, Gentile Bellini foram responsáveis, no final do século XV e começo do XVI pelo legado caracteristicamente veneziano da Alta Renascença. Acredita-se que Antonello da Messina tenha introduzido em Veneza a técnica da pintura a óleo, oriunda da pintura flamenga, onde se disseminou antes de chegar a outras cidades da Itália. Outros artistas venezianos importantes foram Vittore Carpaccio, Carlo Crivelli e Cima da Conegliano. Dos pintores da Escola de Ferrara, podemos destacar Cosimo Tura, Francesco del Cossa e Ercole de' Roberti.
Os pintores dos Países Baixos naquele período incluíam Jan van Eyck, seu irmão Hubert van Eyck, Robert Campin, Hans Memling, Rogier van der Weyden e Hugo van der Goes. A pintura destes artistas desenvolveu-se de forma independente dos avanços que aconteciam na Itália e sem o objetivo de reviver a Antiguidade Clássica. O estilo de suas obras derivou diretamente das artes medievais das iluminuras e vitrais, com uso da tinta a óleo. Os pintores daquela região não elaboravam sua obras a partir de um esquema de perspectiva linear e proporções perfeitas, mantendo uma hierarquia medieval e o simbolismo religioso. Quando as obras de artistas flamengos, tais como Hubert van Eyck, chegaram na Itália, influenciaram profundamente a arte da Renascença italiana.
Na França, por sua vez, os artistas trabalhavam para as cortes dos reis, ornecendo iluminuras e retratos da nobreza. Entre os mais famosos, destacam-se os Irmãos Limbourg, pintores flamengos que criaram as Très Riches Heures du Duc de Berry. Jean Fouquet, pintor da corte, visitou a Itália em 1437 e recebeu influencias de pintores de Florença, tais como Paolo Uccello. Os pintores franceses notáveis da época são Enguerrand Quarton e Jean Hey.
Por fim, na Alemanha, a obra de Michael Pacher, pintor e escultor, foi a primeira a demonstrar influências da Renascença Italiana, especialmente Andrea Mantegna. A Alemanha abrigou uma grande quantidade de Mestres da gravura, tais como Martin Schongauer.

### Alta Renascença
É na Alta Renascença que encontramos as obra de quatro dos mais importantes mestres da pintura: Leonardo da Vinci (aprendiz de Andrea del Verrocchio), Michelangelo (aprendiz de Domenico Ghirlandaio), Rafael (aprendiz de Pietro Perugino) e Ticiano, este último em Veneza, onde trabalhou com Giorgione. Naquela cidade do norte da Itália viveu também Tintoretto e Paolo Veronese. Foi uma época de explosão de gênios criativos, incluindo o surgimento de pintores menores, mais ainda assim importantes, tais como Fra Bartolomeo e Mariotto Albertinelli.
Albrecht Dürer partiu da Alemanha para estudar a arte do Renascimento Italiano e criou um estilo único combinando traços italianos e nórdicos. Hans Holbein, o Jovem também assimilou as ideias da Itália com o realismo do norte europeu.  Outros artistas da região foram Matthias Grünewald, Albrecht Altdorfer e Lucas Cranach, o Velho.

## Regiões

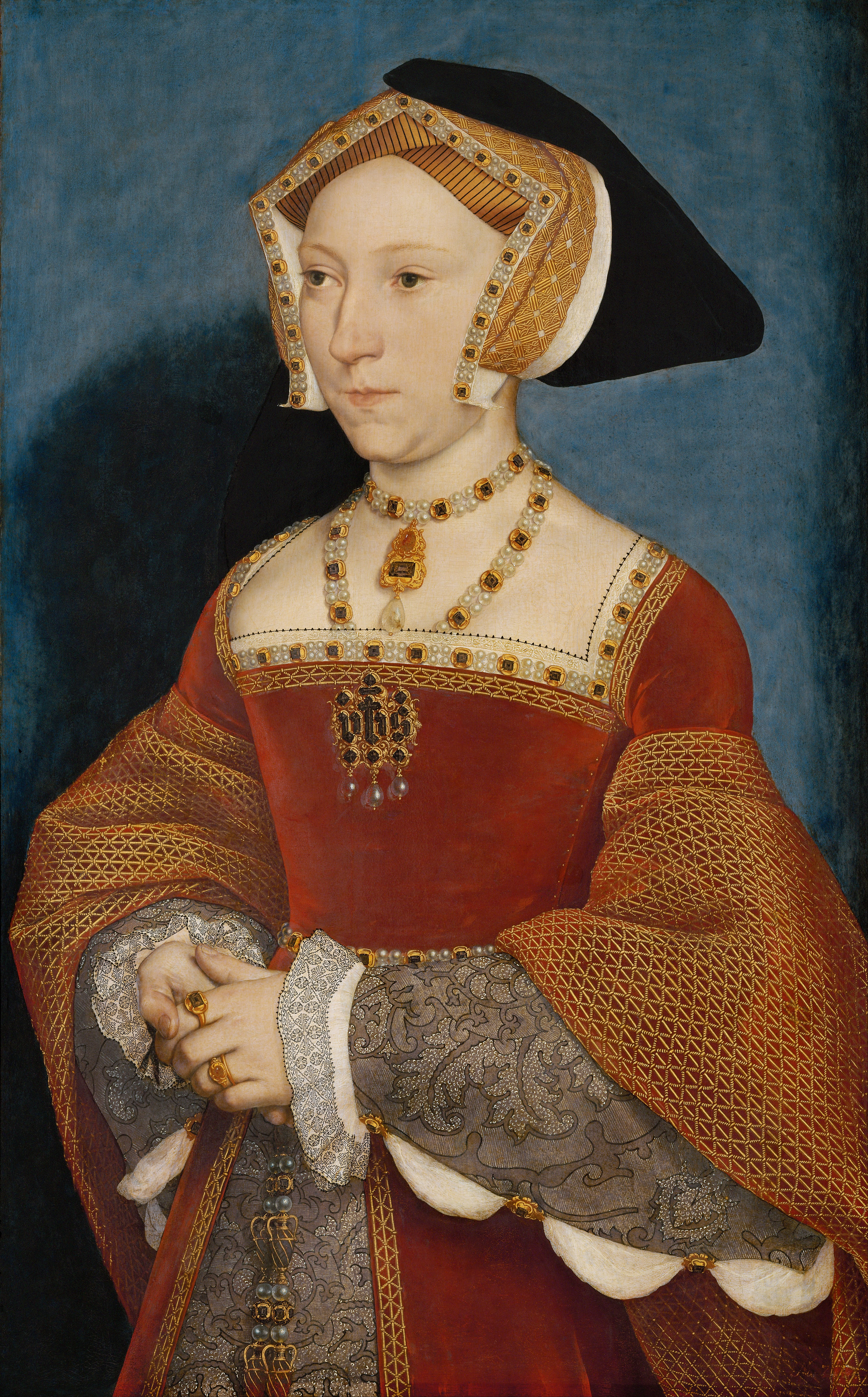
Jane Seymour, Queen of England, Hans Holbein

### Renascimento Português
A cortes portuguesas empregaram artistas estrangeiros, especialmente flamengos, em suas obras. Nos Açores, nasceu a Escola dos Mestres da Sé, um grupo de artistas sacros.

### Renascimento Britânico
A Casa de Tudor empregou muitos artistas estrangeiros em sua corte de 1485 a 1603, quando morre Isabel I da Inglaterra. Esses artistas, principalmente flamengos e franceses, enfatizaram a produção de retratos em miniatura, seguindo a tradição medieval das iluminuras, considerando que a Reforma Protestante extinguiu a criação de quadros com motivos religiosos e havia pouco interesse em mitologia.